# Ombre roventi
Ombre roventi è un film del 1970 diretto da Mario Caiano, con protagonisti William Berger e Daniela Giordano.

## Produzione
Il regista Mario Caiano iniziò a lavorare su Ombre roventi subito dopo aver finito Love Birds - Una strana voglia d'amare. Il titolo iniziale di produzione era Le ombre. In quel periodo l'attore William Berger stava girando un film in Egitto e si mise in contatto con il regista per prendere parte alla pellicola. Al cast si unirono altri membri della famiglia di Berger tra cui la figlia e la moglie Carol Lobravico.
Ombre roventi è stato girato presso gli studi di Cinecittà e in Egitto. Daniela Giordano divenne la protagonista del film quando la prima attrice lasciò la produzione dopo un giorno di riprese. Caiano disse che la protagonista originale era Luciana Paluzzi, mentre Daniela Giordano ha insistito che fosse Gianna Serra. Le riprese si sono svolte durante la guerra d'attrito, che vedeva l'Egitto contrapposto a Israele, rendendo difficile la produzione. Per le scene girate nel deserto, la troupe dovette essere scortata da alcuni soldati pronti a smantellare tutto in caso di incursioni aeree.
Caiano affermò di non aver mai visto una versione completa del film e di averne finito solo una parte.

## Distribuzione
Lo storico di cinema Roberto Curti ha sottolineato come il film abbia avuto una "vita commerciale travagliata". La pellicola venne passata alla censura italiana nell'aprile 1970 col titolo Le ombre roventi. La data di uscita non è chiara. La Associazione nazionale industrie cinematografiche audiovisive e digitali (ANICA) data la prima proiezione pubblica al 16 aprile 1972, mentre il quotidiano La Stampa registra il film in uscita a Imperia il 13 luglio 1971. Il materiale promozionale è invece datato ottobre 1970. Il film ha incassato complessivamente 25.525.000 lire italiane.
Nel mercato anglofono la pellicola è stata distribuita col titolo Shadow of Illusion.